# Warren (Indiana)
Pour les articles homonymes, voir Warren.
Warren est une ville située dans le nord-est de l'État de l'Indiana, dans le comté de Huntington, aux États-Unis.

## Source
- (en) Cet article est partiellement ou en totalité issu de l’article de Wikipédia en anglais intitulé « Warren, Indiana » (voir la liste des auteurs).